# Peter Gruber (Schauspieler)

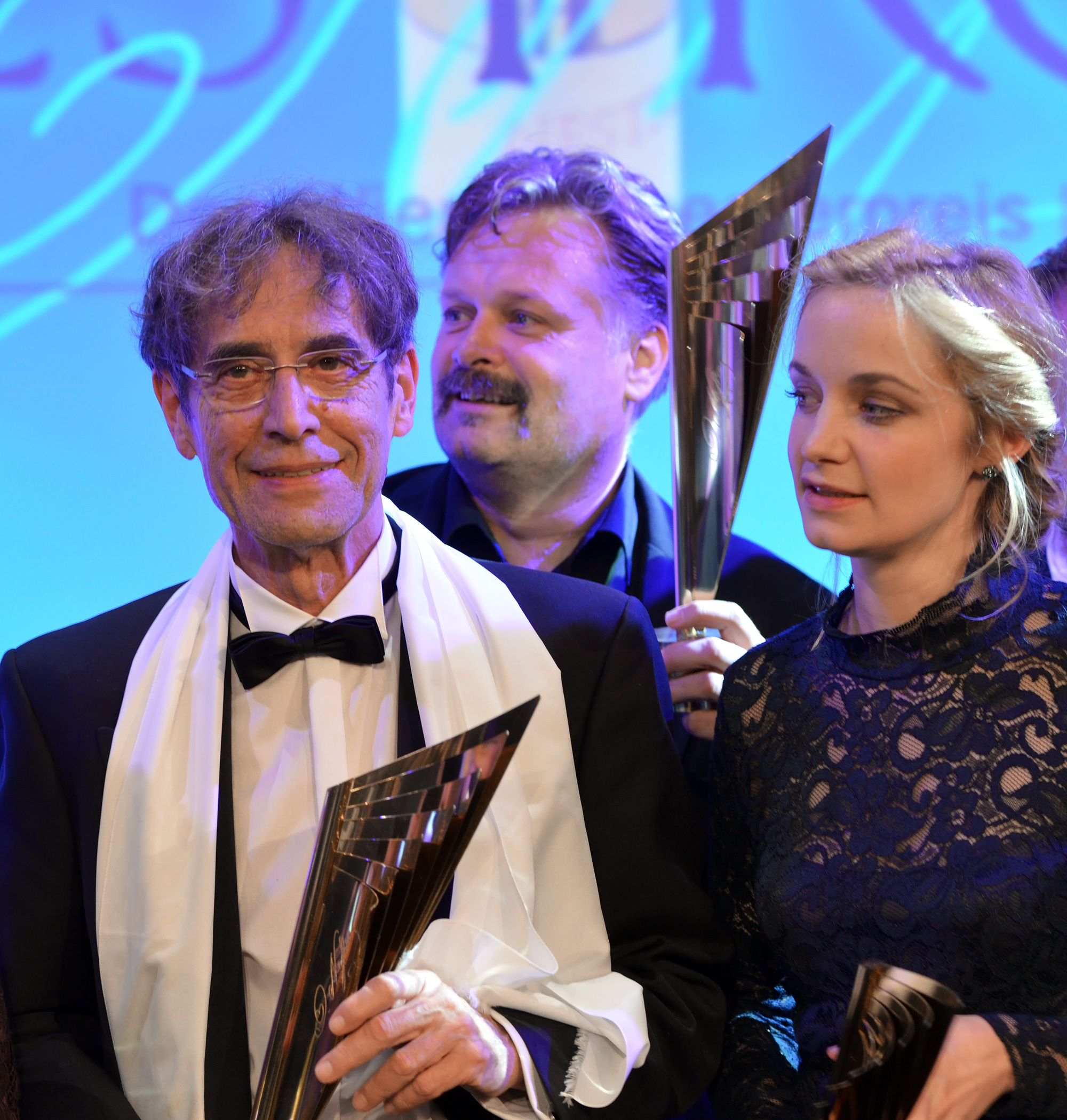
Peter Gruber (l.) mit Raphaela Möst und Ed. Hauswirth (Nestroy-Preis 2014)

Peter Gruber (* 23. September 1946 in Wien) ist ein österreichischer Schauspieler, Sprecher und Regisseur.

## Leben und Wirken
Peter Gruber ist ein Sohn des österreichischen Fotografen und Filmemachers Eugen Gary Gruber und dessen aus Deutschland stammenden Frau Annemarie, geb. Arnold, langjähriger Hausdame im Wiener Hotel Imperial. Er maturierte 1964 am Akademischen Gymnasium und studierte Schauspiel und Regie am Max Reinhardt Seminar.
Danach spielte und inszenierte er an zahlreichen deutschsprachigen Bühnen. 
In Österreich am Theater an der Wien, am Wiener Volkstheater, am Theater in der Josefstadt, an der Volksoper Wien, am Salzburger Landestheater, am Schauspielhaus Graz, dem Vorarlberger Landestheater, dem Stadttheater Klagenfurt und den Komödienspielen Porcia, aber auch an zahlreichen Wiener Mittelbühnen wie dem Ensemble Theater Wien, dem Schauspielhaus Wien, den Komödianten, dem Theater der Courage und der Theater m.b.H. bzw. in Eigenproduktionen in der Freien Szene. In Deutschland am Zimmertheater Tübingen, dem Theater Oberhausen, dem Theater Freiburg, dem Düsseldorfer Schauspielhaus, dem Pfalztheater Kaiserslautern, sowie in der Schweiz am Schauspielhaus Zürich.
50 Jahre lang war er Künstlerischer Leiter und Regisseur der von ihm mitgegründeten Nestroy-Spiele Schwechat und Initiator des Internationalen Nestroy-Zentrums. 2023 übergab er diese Funktionen an seinen langjährigen Mitarbeiter Christian Graf.
Er arbeitete auch als Fernseh- und Hörspielregisseur, vor allem aber als Sprecher für den ORF. Von 1967 bis 1994 war er die Stimme des Traummännleins, Stammsprecher in der Kult-Jugend-Sendung Die Musicbox, sowie in zahllosen Dokumentationen (Universum), Politikmagazinen, Film-, Musik- und Literatur-Sendungen, Werbekampagnen etc.
Als Gast-Professor für Regie bzw. Schauspiel unterrichtete und inszenierte er mehrmals am Max Reinhardt Seminar in Wien, an der Kunstuniversität Graz und an der Schauspielakademie Elfriede Ott.
Gruber ist Vorstandsmitglied der Internationalen Nestroy-Gesellschaft sowie Ehrenpräsident des österreichischen Sprecherverbandes Voice.

## Auszeichnungen
- 1974: Kainz-Medaille (Förderungspreis) für Regie („Musketiere“)
- 1977: Goldenes Ehrenzeichen der Stadt Schwechat
- 1983: Kainz-Medaille für Beste Regie („Mephisto“)
- 1994: Nestroy-Ring der Stadt Wien für satirische Darstellung
- 1995: Anerkennungspreis des Landes Niederösterreich für Kultur
- 1996: Gustav-Klimt-Preis
- 2001: Würdigungspreis des Landes Niederösterreich für Kultur
- 2002: Max-Reinhardt-Preis beim Theatertreffen Essen
- 2009: Niederösterreichischer Kulturpreis für sein Lebenswerk
- 2011: Good-Friend-Award der Stadt Schwechat
- 2011: Großes Ehrenzeichen für Verdienste um das Land Niederösterreich
- 2014: Nestroy-Theaterpreis Spezialpreis für vier Jahrzehnte Nestroy-Spiele Schwechat
- 2016: Ernennung zum Professor durch den Bundespräsidenten